# Rita Taketsuru
Pour l’article homonyme, voir Masataka Taketsuru.
Rita Taketsuru (竹鶴リタ, Taketsuru Rita), née Jessie Roberta « Rita » Cowan le 14 décembre 1896 à Kirkintilloch et morte le 17 janvier 1961 à Yoichi, est la femme de Masataka Taketsuru, le fondateur de la distillerie de whisky japonais Nikka.

## Biographie
Elle rencontre Masataka Taketsuru par l'intermédiaire de sa sœur Lillian « Ella » Cowan. Après s'être mariés, ils s'installent à Osaka, prévoyant de produire du whisky sur l'archipel japonais. En 1934, Masataka Taketsuru ouvre la distillerie de Yoichi dans la ville de Yoichi dans la sous-préfecture de Shiribeshi. Elle occupe également le poste de professeur d'anglais à l'université Tezukayama Gakuin. Elle réside par la suite à Zushi, près de Tokyo, à cause de problèmes de santé.

## Postérité
Elle est l'un des personnages de la série télévisée japonaise Massan diffusée par NHK. L'actrice Charlotte Kate Fox joue le rôle de Rita.